# Nanchoc (distrito)
Nanchoc é um distrito do Peru, departamento de Cajamarca, localizada na província de San Miguel.

## Transporte
O distrito de Nanchoc não é servido pelo sistema de estradas terrestres do Peru.